# Кампо д'Амелија (Фрозиноне)
Кампо д'Амелија је насеље у Италији у округу Фрозиноне, региону Лацио.
Према процени из 2011. у насељу је живело 24 становника. Насеље се налази на надморској висини од 186 м.